# Плоцкое воеводство (1975—1998)
Плоцкое воеводство (пол. województwo płockie) — воеводство Польши, существовавшее в 1975—1998 годах.
Представляло собой одну из 49 основных единиц административного деления Польши, которые были упразднены в результате административной реформы Польши 1998 года. 
Занимало площадь 5117 км². Административным центром воеводства являлся город Плоцк. После административной реформы воеводство прекратило своё существование и его территория отошла частью к Мазовецкому воеводству и частью к Лодзинскому воеводству.

## Города
Крупнейшие города воеводства по числу жителей (по состоянию на 31 декабря 1998 года):
- Плоцк — 131 011
- Кутно — 50 592
- Гостынин — 20 435
- Серпц — 19 857
- Ленчица — 16 531
- Жихлин — 10 012
- Кросневице — 4475
- Гомбин — 4305